# كنيغ أوف ذا رينغ (1999)
كنيغ أوف ذا رينغ 1999 (بالإنجليزية: King of the Ring (1999))‏ هو عرض مصارعة محترفة من فئة الدفع مقابل المشاهدة وهو العرض السابع من سلسلة عروض كنيغ أوف ذا رينغ. تم عرضه في 27 يونيو 1999.